# Motorola MC68EC020
El 68EC020 es un microprocesador de Motorola. Es una versión barata del Motorola 68020, la diferencia entre ambos es que el 68EC020 tiene un bus de direcciones de solo 24 bits, en lugar de los 32 bits del bus de direcciones del 68020, lo que le limita a direccionar solo 16 MB of RAM sin recurrir a banqueos de memoria.
El 68EC020 se utilizó como CPU en el ordenador doméstico Commodore Amiga 1200 y la videoconsola Amiga CD32 fabricados por Commodore.
- Datos: Q2755444